# Hrabstwo McLennan

Piramida wieku hrabstwa

Hrabstwo McLennan – hrabstwo położone w USA w stanie Teksas. Utworzone w 1850 r. Siedzibą hrabstwa jest największe miasto Waco. Z północnego zachodu na południowy wschód hrabstwo przecina rzeka Brazos. W centrum hrabstwa znajduje się największe jezioro Waco stworzone przez spiętrzenie rzeki Bosque.

## Gospodarka
Wiodącymi branżami w hrabstwie McLennan, zwłaszcza w obszarze metropolitalnym Waco są zaawansowana produkcja, lotnictwo i obrona, logistyka i opieka zdrowotna. Ponadto wiodącą rolę spełnia rolnictwo, gdzie 46% areałów to pastwiska, 46% uprawy i 5% obszary leśne. W 2017 roku hrabstwo McLennan znalazło się na 25. miejscu w Teksasie pod względem zysków z produktów rolnych.
- uprawa kukurydzy (8. miejsce w stanie), pszenicy, bawełny, sorgo i szkółkarstwo[1]
- hodowla koni (15. miejsce), bydła (29. miejsce), kóz, owiec, indyków, drobiu i trzody chlewnej[3][4]
- produkcja paszy (19. miejsce)[3]
- przemysł mleczarski (29. miejsce)[3]
- akwakultura[3]

## Sąsiednie hrabstwa
- Hrabstwo Hill (północ)
- Hrabstwo Limestone (wschód)
- Hrabstwo Falls (południowy wschód)
- Hrabstwo Bell (południe)
- Hrabstwo Coryell (południowy zachód)
- Hrabstwo Bosque (północny zachód)

## Miasta
- Bellmead
- Beverly Hills
- Crawford
- Golinda
- Gholson
- Hallsburg
- Hewitt
- Lacy Lakeview
- Leroy
- Lorena
- McGregor
- Moody
- Riesel
- Robinson
- Ross
- Waco
- West
- Woodway

## CDP
- China Spring

## Demografia
- biali nielatynoscy – 54,7%
- Latynosi – 27,6%
- czarni lub Afroamerykanie – 14,9%
- rasy mieszanej – 2,3%
- Azjaci – 1,8%
- rdzenni Amerykanie – 1,2%[5].

## Religia
Członkostwo w 2020 roku:

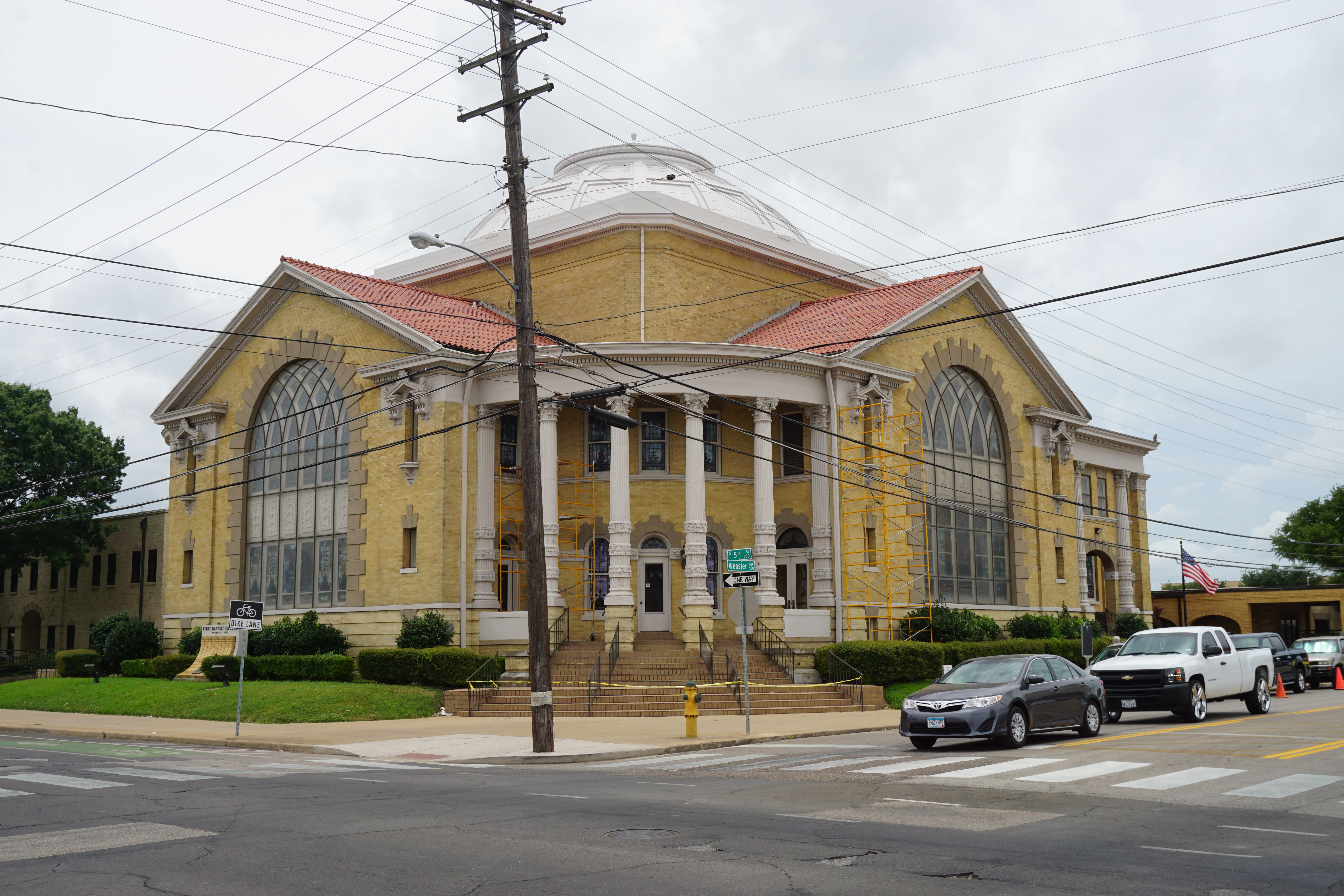
Pierwszy Kościół Baptystów w Waco

- ewangelikalni – ok. 30% (gł. baptyści, bezdenominacyjni i zielonoświątkowcy)
- katolicy – 19,8%
- pozostali protestanci – 4%
- zjednoczeni metodyści – 3,7%
- mormoni – 1%
- świadkowie Jehowy – 1%
- muzułmanie – 0,22%.